# Antonieta Madrid
María Antonieta Madrid Maya (* 17. Mai 1939 in Valera, Venezuela) ist eine venezolanische Schriftstellerin und Diplomatin.

## Leben
Antonieta Madrid wurde als Tochter von Eduardo Madrid Carrasquero und Euricia Maya Rueda in Valera im Bundesstaat Trujillo (Venezuela) als älteste von sieben Geschwistern geboren. Ihre Urgroßeltern mütterlicherseits waren etwa um das Jahr 1887 aus Alicante (Spanien) nach Venezuela gekommen; ihre Großmutter, Rosa Rueda Perozo, wurde schon dort geboren. Ihr Vater war ein wohlhabender Großgrundbesitzer, die Mutter Biologie-, Physik- und Chemieprofessorin im Liceo Rafael Rangel von Valera.
Die ersten Klassen der Grundschule besuchte Antonieta Madrid zusammen mit ihrer Schwester Olga als Halbinterne in einer Klosterschule, dem Colegio „Madre Rafols“ in ihrer Heimatstadt Valera; ihre weiterführende Ausbildung erhielt sie dann in Caracas, auf dem Colegio „Santa Rosa de Lima“, einer ebenfalls von katholischen Nonnen geführten Anstalt. Ein einschneidendes Ereignis in diesem Alter war der frühe Tod ihrer Mutter, die im Alter von 47 Jahren unerwartet an einem Herzinfarkt starb.
1962 begann sie Erziehungswissenschaften an der staatlichen Universidad Central de Venezuela zu studieren, mitten in den turbulenten 1960er Jahren, die in Caracas geprägt waren von Studentenunruhen, Guerillakrieg und Hippiebewegung. 1968 erhielt sie den Titel einer „Licenciada en Educación“ mit einer Abschlussarbeit über „Valores sociales de la Televisión Venezolana“ (Soziale Werte des venezolanischen Fernsehens).
1969 reiste sie dank eines Stipendiums in die USA, wo sie an der University of Iowa (School of Letters) am International Writing Program (IWP) teilnahm. Nach zweijährigem Aufenthalt verbrachte sie noch ein Jahr in New York. In den USA feilte sie an den Gedichten ihres später zweisprachig veröffentlichten Bandes Nomenclatura cotidiana/Naming day by day (1971), dort wechselte sie aber auch definitiv zur Gattung der Prosa; die ersten Erzählungen von Reliquias de trapo entstanden ebenfalls in Iowa. Bald konnte sie erste literarische Anerkennungen für diese Erzählungen ernten: „Psicodelia“ erhielt 1971 den 1. Preis in einem lateinamerikanischen Literaturwettbewerb des venezolanischen Kulturinstituts INCIBA. Bald danach bekam sie den Posten einer Koordinatorin der von dieser Institution herausgegebenen Zeitschrift, den sie zwei Jahre lang innehatte.
1974 erhielt sie den Premio Municipal de Literatura del Distrito Federal 
für den Roman No es Tiempo para Rosas Rojas, der im darauf folgenden Jahr beim Verlag Monte Ávila in Caracas erschien. Zugleich wurde sie zur Ersten Sekretärin an der Botschaft von Venezuela in Buenos Aires ernannt, wo sie zwei Jahre zubrachte.
1976 wurde sie zur Geschäftsträgerin an der venezolanischen Botschaft in Athen ernannt und verbrachte die darauf folgenden fünf Jahre in Griechenland, bevor sie wieder in den Innendienst zurückkehrte. Während dieser Zeit in Caracas begann Antonieta Madrid 1981 ein zweites Studium, diesmal an der Universidad Simón Bolívar, das sie 1985 mit einer Magisterarbeit über zeitgenössische lateinamerikanische und karibische Literatur abschloss; diese sollte später unter dem Titel Novela Nostra veröffentlicht werden, nachdem sie 1989 einen wichtigen Preis für Essayistik, den „Premio Fundarte“, erhalten hatte. 1983 war Antonieta Madrid als Leiterin eines Literaturworkshops am CELARG, dem angesehenen Centro de Estudios Latinoamericanos Rómulo Gallegos, tätig. Neben ihrer Tätigkeit im Servicio Interno de la Cancillería übte sie in den 1980er Jahren eine Lehrtätigkeit an der Universidad Católica Andrés Bello aus und arbeitete seit 1985 als Forscherin am Grupo Interdisciplinario de Estudios Caribeños (GIEC) der Universidad Simón Bolívar mit. In dieser Zeit stellte sie auch ihren zweiten Roman, Ojo de pez, fertig, mit dem sie wiederum einen bedeutenden Literaturpreis gewann; veröffentlicht wurde der Text jedoch erst sechs Jahre später. Mit diesem äußerst anspruchsvollen Werk gelang es Antonieta Madrid 1991, unter die zehn Finalisten des begehrten Rómulo-Gallegos-Preises zu gelangen, den bis dahin noch keine Frau zugesprochen bekommen hatte.
1989 ging Antonieta Madrid wieder ins Ausland; weitere Stationen ihrer diplomatischen Karriere waren Peking (1989–1991) und Warschau (1991–1994); während ihrer Zeit in Europa unternahm sie auch zahlreiche Reisen (nach England, Frankreich, Deutschland, Russland). 1994 wurde sie an die venezolanische Botschaft in Christ Church auf der Insel Barbados versetzt, wo sie bis 1998 als Geschäftsträgerin fungierte und an der University of the West Indies (UWI) Lateinamerikanische Literatur lehrte. Von 1999 bis zu ihrer Pensionierung 2001 war sie als Ministro Consejero in der Dirección de Cooperación Internacional des venezolanischen Außenministeriums tätig. Zurzeit (2007) lebt sie mit ihrem Ehemann Darío Lancini Villalaz in Caracas.

## Preise und Auszeichnungen
- Primer Premio del Concurso Latinoamericano de Cuento del INCIBA, 1971. Instituto Nacional de Cultura y Bellas Artes (INCIBA). Caracas, 1971.
- Premio Municipal de Literatura del Distrito Federal, 1974.
- Finalistin des Concurso de Cuentos der Zeitung El Nacional, 1981.
- Premio Único de la Bienal de Literatura José Rafael Pocaterra, 1984.
- Premio Único de Ensayo FUNDARTE, 1989.
- Finalistin des Premio Internacional de Novela Rómulo Gallegos, 1991.

## Werk

### Lyrik
- Nomenclatura cotidiana/Naming day by day. New York: Art and Poetry Editions, 1971. Zweisprachige Ausgabe. Übersetzer: Bill Dickerson, Ray Kril & Sydney Smith.

### Erzählungen
- Reliquias de trapo. Caracas: Monte Avila Editores, 1972. (Colección Donaire), Primer Premio en el Concurso Interamericano de Cuento del INCIBA (Caracas, 1971). 14 Erzählungen im Universitätsambiente der 1960er Jahre.
- Feeling. Caracas: Editorial CADAFE, 1983. Neuauflage: Editorial Caja Redonda (1997). 14 Erzählungen, die in unterschiedlichen Städten spielen (Caracas, New York, Athen, Kairo, Alexandria u. a.).
- La Ultima de las Islas. Caracas: Monte Avila Editores, 1988. (Col. Continentes), Anthologie.
- Al filo de la vida. Caracas: Bid & Co. Editor, 2004.

### Romane
- No es tiempo para rosas rojas. Caracas: Monte Ávila Editores, 1975. (Col. Continente). Neuauflagen: 1983 (Col. Continente); 1994, Col. El Dorado, 2004 (Col. Biblioteca Básica de Autores Venezolanos). Premio Municipal de Literatura del Distrito Federal 1974. Ins Griechische übersetzt von George Hurmuziades unter dem Titel: Den Einai Kaipos gia Kokkina Triantafylla, Athen: Nea Estia, 1982.
- Ojo de Pez. Caracas: Editorial Planeta, 1990. Premio Único Bienal de Literatura José Rafael Pocaterra, Valencia, 1984 und Finalist im Concurso Internacional de Novela Rómulo Gallegos, 1991.
- De Raposas y de Lobos. Caracas: Editorial Alfaguara, 2001.

### Essays
- Lo Bello/lo Feo. Caracas: Ediciones de la Academia Nacional de la Historia, 1983 (Col. El libro Menor No. 43).
- Novela Nostra. Caracas: Editorial FUNDARTE, 1991. (Col. Cuadernos de Difusión No. 151). Primer Premio de Ensayo FUNDARTE 1989.
- El Duende que dicta. Caracas: Editorial Caja Redonda, 1998.

### Deutsche Übersetzungen
- „Feeling“, übers. v. Barbara Kinter, in: Alcántara, Marco (Hg.): Frauen in Lateinamerika 2. Erzählungen und Berichte. München: Deutscher Taschenbuch Verlag, 1986, S. 122–127 (= dtv, 10522).
- „Volkszählung“, übers. a. d. venezolan. Span. von Dagmar Dietz-Hertrich, in: Aus fernen Großstädten: Texte der Autorinnen und Autoren von INTERLIT 3. Erlangen: Interlit, 1993, S. 155–157.

## Rezeption
Das erzählerische Werk von Antonieta Madrid stieß auf breites internationales Echo; unter anderem wurden ihre Texte in folgende Sprachen übersetzt: englisch, deutsch, italienisch, neugriechisch und serbokroatisch. Viele ihrer Erzählungen wurden in internationale Anthologien aufgenommen.